# Медово (Бургаська область)
Ме́дово (болг. Медово) — село в Бургаській області Болгарії. Входить до складу громади Поморіє.

## Населення
За даними перепису населення 2011 року у селі проживали 398 осіб.
Національний склад населення села:
| Національність   | Кількість осіб | Відсоток |
| ---------------- | -------------- | -------- |
| болгари          | 207            | 52,8%    |
| цигани           | 136            | 34,7%    |
| турки            | 35             | 8,9%     |
| Всього відповіли | 392            |          |

Розподіл населення за віком у 2011 році:
Динаміка населення: